# Dwulitrowy Rajdowy Puchar Świata 1998
Dwulitrowy Rajdowy Puchar Świata 1998 – szósty sezon z cyklu Dwulitrowy Rajdowy Puchar Świata dla samochodów dwulitrowych i mniejszych, odbywający się równolegle z Rajdowymi Mistrzostwami Świata w roku 1998 pod patronatem FIA.

## Kalendarz
| Runda | Data                | Nazwa rajdu            | Zwycięzca         | Wyniki                     |
| ----- | ------------------- | ---------------------- | ----------------- | -------------------------- |
| 1     | 19–21 stycznia      | Rajd Monte Carlo       | Gilles Panizzi    | 66. Rajd Monte Carlo       |
| 2     | 6–8 lutego          | Rajd Szwecji           | Jörgen Jonasson   | 47. Rajd Szwecji           |
| 3     | 28 lutego – 2 marca | Rajd Safari            | Harri Rovanperä   | 46. Rajd Safari            |
| 4     | 22–25 marca         | Rajd Portugalii        | Adruzilo Lopes    | 32. Rajd Portugalii        |
| 5     | 20–22 kwietnia      | Rajd Hiszpanii         | Gilles Panizzi    | 34. Rajd Hiszpanii         |
| 6     | 4–6 maja            | Rajd Francji           | François Delecour | 42. Rajd Korsyki           |
| 7     | 20–23 maja          | Rajd Argentyny         | Marco Oriol Gómez | 18. Rajd Argentyny         |
| 8     | 7–9 czerwca         | Rajd Grecji            | Harri Rovanperä   | 45. Rajd Grecji            |
| 9     | 24–27 lipca         | Rajd Nowej Zelandii    | Harri Rovanperä   | 28. Rajd Nowej Zelandii    |
| 10    | 21–23 sierpnia      | Rajd Finlandii         | Toni Gardemeister | 48. Rajd Finlandii         |
| 11    | 12–14 października  | Rajd San Remo          | Gilles Panizzi    | 40. Rajd San Remo          |
| 12    | 5–8 listopada       | Rajd Australii         | Alister McRae     | 11. Rajd Australii         |
| 13    | 22–24 listopada     | Rajd Wielkiej Brytanii | Tapio Laukkanen   | 54. Rajd Wielkiej Brytanii |

## Klasyfikacja końcowa producentów[14]
| Msc. | Producent  | Punkty |
| ---- | ---------- | ------ |
| 1    | Seat       | 87     |
| 2    | Peugeot    | 69     |
| 3    | Volkswagen | 69     |
| 4    | Renault    | 26     |
| 5    | Hyundai    | 17     |